# (34674) 2000 YE78
2000 YE78 (asteroide 34674) é um asteroide da cintura principal. Possui uma excentricidade de 0.22370520 e uma inclinação de 14.13128º.
Este asteroide foi descoberto no dia 30 de dezembro de 2000 por LINEAR em Socorro.